# 福留親政
福留 親政（ふくどめ ちかまさ、永正8年（1511年） - 天正5年3月9日（1577年3月28日））は、戦国時代から安土桃山時代にかけての武将。長宗我部氏の家臣。官位は飛騨守。隼人とも称した。別名は儀実。父は福留房吉（福留蔵人）と推定されている。子に福留儀重、福留民部、福留平兵衛、福留右馬丞、福留新九郎。家紋は六鳩酢草。
長宗我部国親の代から長宗我部家に使える家臣。長宗我部元親に「親」の一字を与えられるなど信頼され、感状を受けた数は21回に及び、1563年に元親が本山攻めに向かい岡豊城の防備が手薄になった際に安芸国虎が攻めてくるも撃退した。『土佐物語』によると20人切り、『元親記』によると37人切りをしたと伝わる。その働きぶりは福留の荒切りと呼ばれた。元親の嫡男の長宗我部信親の守役を務めるなど重用されていたが、1577年、伊予の戦いにおいて戦死した。